# Masa de Planck
Se denomina masa de Planck a la cantidad de masa (21,7644 microgramos) que, incluida en una esfera cuyo radio fuera igual a la longitud de Planck, generaría una densidad del orden de 1093 g/cm³. Según la física actual, esta habría sido la densidad del Universo cuando tenía unos {\displaystyle {10}^{-44}} segundos, el llamado tiempo de Planck.
El valor de la masa de Planck {\displaystyle (M_{p})} se expresa por una fórmula que combina tres constantes fundamentales, la constante de Planck (h), la velocidad de la luz (c) y la constante de gravitación universal (G):
{\displaystyle M_{p}={\sqrt {\frac {\hbar c}{G}}}=2,18\times 10^{-8}\,{\mbox{kg}}}
siendo {\displaystyle \hbar ={\frac {h}{2\pi }}} la constante reducida de Planck.

## Relación con los agujeros negros
La masa de Planck es una estimación de la masa del agujero negro primordial menos masivo, y resulta de calcular el límite donde entran en conflicto la descripción clásica y la descripción cuántica de la gravedad.[cita requerida]